# SBV Nordalbingia Leipzig
Die Schwarzburgverbindung Nordalbingia war eine nichtschlagende Studentenverbindung in Leipzig. 

## Geschichte
Die Verbindung wurde am 29. Juni 1870 vor allem von evangelischen Theologen in Leipzig als Christlich-deutsche Studentenverbindung Nordalbingia gegründet, die der christlichen Studentenverbindung Uttenruthia Erlangen und der SBV Tuiskonia Halle angehörten. Im Jahr 1871 wurde die Nordalbingia in das bestehende Kartell zwischen Uttenruthia und Tuiskonia aufgenommen. 1885 wurde zunächst ein Vierbund zwischen Uttenruthia-Erlangen, Tuiskonia-Halle, Nordalbingia-Leipzig und Sedinia-Greifswald geschlossen, wenig später gründete sie gemeinsam mit der Uttenruthia Erlangen, Tuiskonia Halle und Sedinia Greifswald zu Pfingsten 1887 den Schwarzburgbund. Nach der Auflösung der Leipziger Freien Studentenschaft 1911 war die Nordalbingia maßgeblich an der Gründung des „Allgemeinen Studenten-Ausschusses“ beteiligt. Bis zum Jahr 1935 wuchs die Nordalbingia beträchtlich und leistete 1919 „Geburtshilfe“ bei der Verbindung Rauenstein in Dresden.
1935 vertagte sich die Verbindung und wurde aufgelöst. Nach dem Krieg wurde der Altherrenverein 1951 wiedergegründet.
Erst im Jahr 2000 kam es im Raum Mittelbaden (Pforzheim, Karlsruhe, Bretten, Bruchsal) zum Versuch einer Wiedergründung und der Aufnahme von Studentinnen als Mitglieder, der Ende 2004 wieder aufgegeben wurde. Zurzeit besteht noch ein Philisterverein, der sich in Karlsruhe zu einem Stammtisch trifft.
Die Nordalbingia war in den Jahren 1889, 1901 und 1923 Vorort des Schwarzburgbundes.
2012 hatte die Nordalbingia 16 Mitglieder, die der Verbindung zwischen 1987 und 2006 beigetreten sind. In Leipzig studiert hat keines dieser Mitglieder.

## Couleur und Wahlspruch
Die Nordalbingia hat die Farben Blau-Gold-Schwarz mit goldener Perkussion. Ihr Wahlspruch lautet „Fest und treu“.

## Bekannte Mitglieder
- Heinrich Behm (1853–1930), lutherischer Theologe und Landesbischof von Mecklenburg-Schwerin
- Hans-Joachim Elster (1908–2001), Professor für Biologie, Limnologe
- Albert Gümbel (1866–1931), Archivar
- Wilhelm Heitmüller (1869–1926), evangelischer Theologe
- Willy Möbius (1879–1964), Physiker
- Christian Reimpell (1858–1926), lutherischer Theologe und Hauptpastor am Lübecker Dom
- Wilhelm Reinhard (1860–1922), Generalsuperintendent in Pommern, Präsident des Volkstags der Freien Stadt Danzig (1920/21)
- Hermann Schäfer (1892–1966), Politiker (DDP, FDP, FVP, DP), Vizepräsident des Deutschen Bundestags, Bundesminister für besondere Aufgaben, Unterzeichner des Grundgesetzes
- Friedrich Veit (1861–1948), lutherischer Theologe, Kirchenpräsident der Evangelisch-Lutherischen Kirche in Bayern

## Ehrenmitglieder
- Adolf von Harnack (1851–1930), Königlich Preußischer Wirklicher Geheimrat, protestantische Theologe und Kirchenhistoriker, Wissenschaftsorganisator in Preußen
- Christoph Ernst Luthardt (1823–1902), Theologe und Professor für Dogmatik und Exegese in Marburg